# Florence Hebbelynck
Florence Hebbelynck est une actrice belge.

## Filmographie
- 1997 : Entre terre et mer (mini-série) : Marie
- 2000 : Le Monde de Marty de Denis Bardiau
- 2003 : Vertige de la page blanche de Raoul Ruiz
- 2004 : Maigret (épisode 46e, Les Scrupules de Maigret)
- 2005 : Enfermés dehors d'Albert Dupontel
- 2006 : Le Cri (mini-série) d'Hervé Baslé
- 2008 : Welcome de Philippe Lioret
- 2009 : Enquêtes réservées (série télévisée)
- 2009 : Le Missionnaire de Roger Delattre
- 2010 : La Permission de minuit de Delphine Gleize
- 2012 : Petits arrangements avec ma mère (téléfilm) de Denis Malleval
- 2016 : Section de recherches (saison 10, épisode Sous influence) : Sybille Meyer
- 2021 : Thuis (série télévisée, épisode 5114e) : Alice
- 2023 : La Graine d'Éloïse Lang
- 2024 : Young Hearts d'Anthony Schatteman (nl) : tante Pia
- 2025 : Mort sur terre battue de Denis Malleval : commissaire Béranger